# 仙女座III
仙女座 Ⅲ是位於仙女座的一個矮橢球星系，距離大約244萬光年，  它是本星系群的一員，也是M31的衛星星系。仙女座 Ⅲ是Sydney van Der Bergh在1970和1971年的照相乾板上發現的。

## 外部連結
- SEDS: Dwarf Spheroidal Galaxy Andromeda III